# Tanah Pilih (Sungai Are)
Tanah Pilih is een bestuurslaag in het regentschap Ogan Komering Ulu Selatan van de provincie Zuid-Sumatra, Indonesië. Tanah Pilih telt 628 inwoners (volkstelling 2010).